# Retrovirus
Un retrovirus és un virus el genoma del qual és, en fase extracel·lular, d'ARN. Utilitza una transcriptasa inversa per a transcriure el seu genoma d'ARN a ADN i poder integrar-lo en el genoma de l'hoste. El virus en si mateix és solament un recipient per a emmagatzemar el seu ARN. La transcripció inversa té lloc en el citosol de la cèl·lula. El genoma d'un retrovirus integrat en el genoma de l'hoste es coneix com a provirus.
El genoma d'un retrovirus conté com a mínim tres gens:
- gag, que codifica les proteïnes estructurals i del nucli del virus.
- pol, que codifica la transcriptasa inversa, la proteasa i la integrasa.
- env, que codifica les proteïnes que recobreixen el virus.

S'han identificat quatre retrovirus humans que ataquen les cèl·lules CD4 (HTLV 1 i 2, HIV 1 i 2). Una altra característica comuna a tots els retrovirus és el recobriment lipídic que n'envolta la càpsida. Això explica per què els retrovirus poden ser eliminats amb el simple gest de rentar-se les mans amb sabó.
Els estudis d'aquests virus van ser els primers a demostrar la síntesi d'ADN amb plantilles d'ARN, un mode fonamental per a la transmissió de material genètic que succeeix tant en eucariotes com en procariotes.
Aquests virus tenen un embolcall i presenten un genoma d'ARN monocatenari i es repliquen de manera inusual a través d'una forma intermèdia d'ADN bicatenari. Aquest procés es duu a terme mitjançant un enzim: la retrotranscriptasa o transcriptasa inversa, que dirigeix la síntesi d'ADN a través d'ARN i té una importància extraordinària en la manipulació genètica. Un cop s'ha passat d'ARN monocatenari a ADN, s'insereix dins de l'ADN propi de la cèl·lula infectada, on es comporta com un gen més. Per tant, s'inclouen en el Grup VI de la Classificació de Baltimore.
Els retrovirus són responsables de moltes malalties, incloent-hi alguns càncers i la SIDA (VIH). Els científics poden modificar genèticament els retrovirus i utilitzar-los en teràpia gènica com a vectors.

## Classificació
La família inclou els següents gèneres: 
- Gènere Alpharetrovirus; espècie tipus: Virus de la leucosis aviària
- Gènere Betaretrovirus; espècie tipus: Virus del tumor mamari del ratolí
- Gènere Gammaretrovirus; espècie tipus: Virus de la leucèmia murina; una altra: Virus de la leucèmia felina
- Gènere Deltaretrovirus; espècie tipus: Virus de la leucèmia bovina; altra: Virus limfotròpic T humà, causant de càncer
- Gènere Epsilonretrovirus; espècie tipus: Virus del sarcoma cutani del Walley, que afecta a peixos
- Gènere Lentivirus; espècie tipus: Virus de la immunodeficiència humana 1; altres: Virus de la immunodeficiència del simi, Virus de la immunodeficiència felina
- Gènere Spumavirus; espècie tipus: Virus escumós del ximpanzé

Els leucovirus són un antic gènere de virus morfològicament similars a virus RNA, que produeixen neoplàsies i leucèmies en els animals, entre els quals hi ha el virus de la leucèmia aviària i el de la leucèmia murina. Actualment s'inclouen dins els retrovirus.

## Estructura genètica
El genoma del virus pren la forma d'un ARNm de polaritat positiva, inclos el cap 5 'i el poly-A 3' dins del virió. Un cop dins de la cèl·lula de l'hoste, la cadena d'ARN se sotmet a la transcripció inversa en el citosol i és integrat en el genoma de l'hoste, moment en què l'ADN retroviral s'anomena provirus.
En el cas del VIH, el genoma consta de dues molècules d'ARN de cadena simple i polaritat positiva. Les molècules d'ARN estan físicament unides mitjançant ponts d'hidrogen en els seus extrems 5 ', cosa que fa que sigui difícil l'encapsidació de més de 2 molècules en un provirus.
L'organització genòmica és sempre la mateixa, 5'-GagPol-env-3 ', i a més depenent del tipus de retrovirus, hi ha gens accessoris que se solapen amb els gens principals.
Malgrat la immensa variabilitat entre els diferents tipus de retrovirus, podem dir que la partícula viral es compon de: 
- Embolcall formada per una glicoproteïna de superfície (SU) i una proteïna de transmembrana (TM).
- Càpside viral o core que inclou les proteïnes de la matriu (MA), càpside (CA) i nucleocàpside (NC).
- Enzims com la transcriptasa inversa (RT), proteasa (PR), integrasa (IN), que són molt importants per a la replicació del virus.
- Altres proteïnes no essencials per al virus.

## Cicle de replicació
El cicle de replicació comprèn diverses etapes comunes a tots els retrovirus. En una fase inicial o primerenca, el virus s'uneix a receptors específics de la cèl·lula gràcies a la glicoproteïna de superfície. Les membranes vírica i cel·lular es fusionen i la càpside viral entra a la cèl·lula.
Els enzims vírics estan associats a l'ARN genòmic formant un complex nucleoproteic. La síntesi d'ADN víric, incloent-hi les LTR, es produeix al citoplasma a través de la RT. L'activitat Arnasa H de la RT degrada la cadena d'ARN i gairebé simultàniament empra la de l'ADNc com a motlle per sintetitzar una segona cadena d'ADN, convertint-lo en bicatenari. Aquest roman unit al complex nucleoproteic, amb el que passa al nucli cel·lular i, mitjançant la Integrasa (IN), l'ADN viral s'integra (provirus) en el genoma cel·lular, on pot romandre per un temps indefinit. Després ve la fase de transcripció dels gens, originant ARN que serveixen com a genoma del nou virió i ARN missatgers per a les poliproteïnes. Les proteïnes de gag i pol s'associen amb l'ARN viral formant un "core" intracel·lular, mentre que les proteïnes de env s'insereixen a la membrana plasmàtica de la cèl·lula. Després de l'acoblament, es produeix la sortida de la cèl·lula per gemmació, durant la qual el virus adquireix la doble capa lipídica de l'embolcall. Estudis recents suggereixen que la sortida de la partícula viral es produeix en llocs determinats de la cèl·lula. Sembla que Gag migraria cap a zones de la membrana riques en determinats lípids, són les anomenades basses o raft. Les proteïnes associades a aquests raft que s'incorporen a l'embolicada del virus tindrien també un paper important en la replicació viral. Finalment es produeix la maduració de les partícules gemmades mitjançant el processament de les poliproteïnes per la Proteasa (PR) viral que talla les poliproteïnes precursores. Els principals productes són les proteïnes de la matriu (p17), càpside (p24), nucleocàpside (p7) i la p6 (proteïna). La proteasa és només activa dins del virió. La maduració del VIH constitueix un mecanisme important per al disseny d'antiretrovirals.

## Retrovirus humans
Hi ha 4 retrovirus humans identificats: el virus de la immunodeficiència humana de tipus 1 (VIH-1), el de tipus 2 (HIV-2) i els virus limfotròpic de cèl·lules T humans de tipus I i II (HTLV-I i HTLV - II). Tots tenen com a diana els limfòcits T. Els virus de la immunodeficiència humana produeixen la lisi de les cèl·lules que infecten provocant una severa immunodepressió. Els virus HTLV I / II produeixen la immortalització dels limfòcits infectats, generant una replicació descontrolada d'aquests i, per tant, una limfoprol·liferació.

### HIV-1
La síndrome d'immunodeficiència humana o la SIDA, és l'expressió final de la infecció pel VIH. La infecció per aquest virus ocasiona la destrucció del sistema immunitari a més de manifestacions neurològiques i tumorals. Aquestes manifestacions clíniques es deu al tropisme tant macrofàgics com limfocitari del virus. Presenta una preferència per infectar limfòcits TCD4 +, en què la replicació és activa i molt agressiva, el que provoca com a característica de la infecció una profunda immunosupressió. La fisiopatologia de la SIDA és un procés complex, on hi ha implicats mecanismes patogènics tan diferents que alguns fins avui no han estat completament compresos. Els principals mecanismes de transmissió de la infecció per VIH són sexual, parenteral i vertical.

### HIV-2
Igual que el VIH-1, el VIH-2 és un lentivirus. El seu genoma està compost per 2 cadenes simples d'ARN de polaritat positiva, i també conté l'enzim RT, que permet la integració del material genètic del virus, com a forma de provirus en el genoma de la cèl·lula que infecta, que és generalment els limfòcits T CD4 +. Comparteix amb el VIH-1 un 40-50% d'homologia genètica, el que fa necessari disposar de tècniques de biologia molecular específiques per a diagnosticar la infecció per VIH-2. La distribució geogràfica de l'HIV-2 es limita pràcticament al continent africà i sembla que la patologia produïda és molt més lleu i lenta que la causada pel VIH-112. El mecanisme de transmissió és igual que el VIH-1.

### HTLV-I i HTLV-II
El virus limfotròpic de cèl·lules T humà és un retrovirus que pertany a la família Oncovirinae. L'HTLV-I va ser el primer retrovirus oncògens humà conegut. Provoca una hemopatia maligna anomenada leucèmia / limfoma de cèl·lules T de l'adult (ATL) i desenvolupa també una mielopatia subaguda anomenada paraparèsia espàstica Tropical (TSP) o mielopatia associada a HTLV-I (HAM). L'HTLV-II és un virus a la recerca de malaltia, no té una patologia clarament definida tot i que se l'ha associat amb diversos síndromes neurològics i mielopatia subagudes. El material genètic està format per 2 molècules d'ARN de cadena simple i polaritat positiva. L'HTLV-I té com a diana principal els limfòcits TCD4 + i el HTLV-II els limfòcits TCD8 +. L'HTLV una vegada que ha infectat la cèl·lula pot romandre silent integrat en forma de provirus o començar a replicar-se. Es creu que el principal mecanisme de transmissió de la infecció per HTLV és a partir de mitosi de les cèl·lules que infecta. Aquesta expansió clonal dona lloc al que s'anomena càrrega proviral. L'HTLV necessita el contacte cèl·lula-cèl·lula per produir la infecció. Els principals mecanismes de transmissió de la infecció per virus HTLV són per via sexual, via parenteral i via vertical.